# Danmarks runeindskrifter 131
DR 131 är en vikingatida ( efter-Jelling) runsten av granit i Års, Års socken och Vesthimmerlands kommun.

## Inskriften
Translitterering av runraden:
§A : osur : sati : stin : þonsi : aft : ual:tuka : trutin : ¶ × sin 
§B × stin : kuask : hirsi : stonta : loki : saʀ : ual:tuka × ¶ × uarþa : nafni
Normalisering till rundanska:
§A Azur satti sten þænsi æft Waltoka, drottin sin. 
§B Sten kwæþsk hersi standa længi, saʀ Waltoka warþa næfni.
Översättning till nusvenska:
§A Asser satte denna sten efter Valtoke, sin herre.
§B Stenen förkunnar att den ska stå här länge. Den ska omtala Valtokes hög.